# 小林麻央
小林麻央（1982年7月21日—2017年6月22日），是日本女演員及播音員，所屬經紀公司為cent. Force。丈夫為歌舞伎演員市川海老藏，兩人於2010年結婚，婚後改姓堀越，育有一子一女。姐姐為自由新聞報導員小林麻耶。
2016年6月，市川海老藏於記者會表示小林麻央罹患乳癌；同年9月，小林麻央開設網誌分享抗癌歷程。2017年6月22日，小林麻央在東京都家中病逝，得年34歲。

## 基本資料
- 暱稱：
- 出生地點：日本新潟縣小千谷市
- 出道經過：
  - 國學院高等學校畢業
  - 上智大學文學院心理學系畢業（2005年3月）
  - 加入cent. Force（2003年10月1日）

## 作品

### 日劇
- 2005年:Slow dance（日语：スローダンス）（愛情慢舞）-広瀨步美
- 2006年:Happy！2-竜ヶ崎蝶子
- 2006年:非關正義-松本理恵子
- 2006年:美味求婚-島崎沙織
- 2006年:東京朋友-我孫子真希

### 電影
- 2006年：東京朋友（東京フレンズ The Movie）-我孫子真希
- 2007年：心動奇蹟（マリと子犬の物語）-関根博美